# Katyayana
Katyayana (Sanskrit (Siddham script): कात्यायन)  (Índia, c. segle II aC - c. segle II aC) va ser un matemàtic indi, del segle ii aC. No es coneix res de la seva vida. És conegut per haver escrit un Sulba Sutra. Els Sulba Sutres eren llibres sobre la construcció d'altars i sobre les formes dels llocs i focs rituals per als sacrificis. Escrits en forma d'aforismes, abordaven temes com la conversió d'espais circulars en quadrats amb la mateixa superfície o la construcció de quadrats sobre la diagonal d'un altre quadrat, etc. També va escriure altres vedangas sobre gramàtica.
El Sulba Sutra de Katyayana està dividit en sis capítols i conté 90 sutres o aforismes.
Katyayana va escriure el seu Sulba Sutra quan l'hinduisme ja competia amb altres religions com el budisme. Per això resulta ser el menys original dels Sulba Sutres, limitant-se a repetir el que ja s'havia escrit en els Sulba Sutres de Baudhayana i, sobretot, Apastamba
L'única novetat ressenyable de Katyayana és la utilització d'un gnòmon per a la determinació de les direccions cardinals.